# Touraco à joues blanches
Menelikornis leucotis
Espèce
Statut de conservation UICN

 LC  : Préoccupation mineure
Statut CITES
Le Touraco à joues blanches (Menelikornis leucotis, syn. :Tauraco leucotis) est une espèce d'oiseaux de la famille des Musophagidae.

## Description

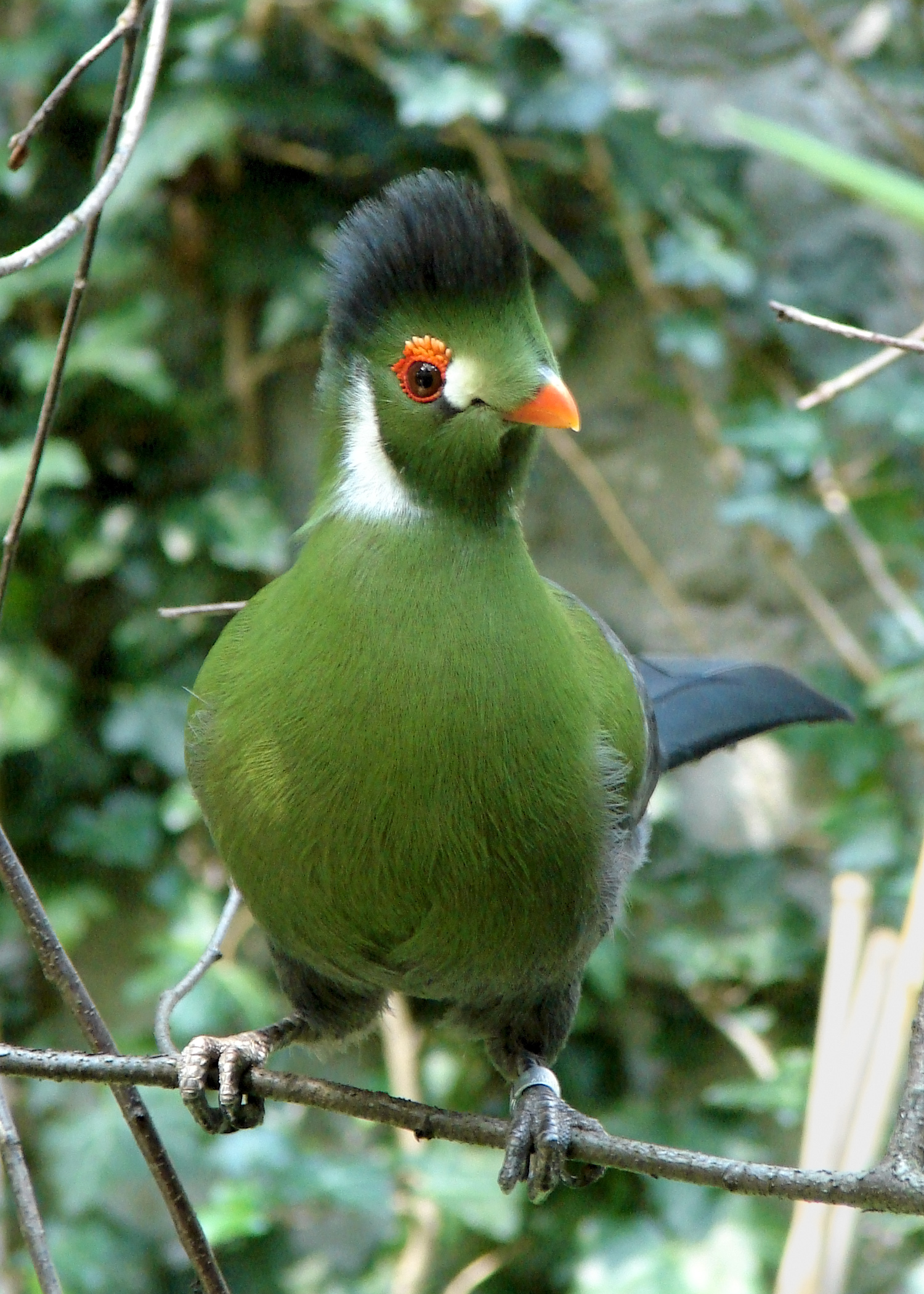
Le Tauraco leucotis phyllophage avec son jabot particulier.

## Répartition
Cet oiseau est endémique de l'Afrique subsaharienne.

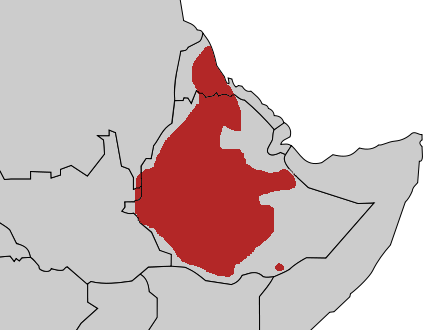
Répartition du touraco à joues blanches en Afrique.